# Daniel Model
Daniel Model (* 5. Juli 1960 in Winterthur) ist ein Schweizer Unternehmer.

## Leben
Daniel Model wurde 1991 an der Universität St. Gallen mit einer Arbeit über Sport als Denk- und Handlungsmodell für die Leistungsoptimierung im Management promoviert. Seit 1995 leitet er die Model Holding in Weinfelden.
Model gründete 2006 die Mikronation Avalon. Als «Regierungssitz» weihte er 2012 in Müllheim TG den Modelhof ein: «Ein Verschnitt aus Verwaltungsgebäude, Tempel und Opernhaus, mit Renaissance- und Anthroposophie-Zitaten.»
Unter anderem aus steuerlichen Gründen verlegte Model seinen Wohnsitz Ende 2013 von Salenstein nach Vaduz. Model gilt als libertär, er steht der One People’s Public Trust nahe.
Im Zusammenhang mit seinen Aktivitäten für den ICCJV wurde Model vom Landesgericht für Strafsachen Graz (Österreich) wegen des Verbrechens der staatsfeindlichen Verbindung am 25. Januar 2022 zu einer bedingten Freiheitsstrafe von sieben Monaten und zu einer Geldstrafe von 1,8 Millionen Euro verurteilt.
Model legte gegen dieses Urteil Nichtigkeitsbeschwerde beim Obersten Gerichtshof in Wien (Österreich) ein. Mit Beschluss vom 20. Dezember 2022 wurde diese Nichtigkeitsbeschwerde zurückgewiesen. Die Geschworenen des LG Graz befanden, dass er als Friedensrichter des ICCJV tätig gewesen sei und den ICCJV finanziell und mit der Überlassung einer Liegenschaft unterstützt habe.
Über die Strafhöhe wurde am 7. März 2023 am OLG Graz verhandelt. Die bedingte Freiheitsstrafe von sieben Monaten wurde beibehalten, die Geldstrafe von 1,8 Millionen Euro wurde auf 1'080'000 Euro reduziert. Model leistete die Strafzahlung, zog seinen Fall aber vor den Europäischen Gerichtshof für Menschenrechte: In der Schweiz wurde 2016 bis 2019 bereits wegen der Verbindungen zum ICCJV gegen ihn ermittelt, das Verfahren aber rechtskräftig eingestellt. Das österreichische Urteil verstoße deshalb gegen das Verbot der doppelten Strafverfolgung. Diese Beschwerde wurde mit Beschluss des EGMR vom 13. Dezember 2024 als unbegründet abgewiesen:
Model war zweimal Schweizer Meister im Curling und kam an der Weltmeisterschaft 1988 mit seinem Team in den Halbfinal.

## Schriften
- Sport als Denk- und Handlungsmodell für die Leistungsoptimierung im Management. Dissertation in Wirtschaftswissenschaften, Universität St. Gallen, 1991, OCLC 715292050.
- Vom Geben und Wegnehmen: 49 polemische Thesen eines Unternehmers zu Politik, Staat und Demokratie. In: Schweizer Monatshefte. Band 90, 2010, Nr. 980, S. 42–44 doi:10.5169/seals-168558.